# Strichspannung
Im Rahmen von Handschriftuntersuchungen wird unter einer Strichspannung ein Schriftmerkmal verstanden, das der Grundkomponente der Strichbeschaffenheit zugeordnet ist. Als sogenannter „Eindruckscharakter“ wird die Strichspannung im Rang einer binären Nominalskala durch Attribute beschrieben. Michel nennt als Beispiele:
- 1.	eine „gut gespannte Handschrift“ könne 
  - „elastisch, federnd, geschmeidig oder lebendig-beweglich“ sein
- 2.	eine „schlecht gespannte Handschrift“ könne
  - „einerseits schlaff, unstraff, zu wenig gespannt“ sein oder
  - „andererseits zerbrechend, spröde, zu stark gespannt“.

## Zusammenfassung
Die „Strichspannung“ lässt sich in Handschriften grob als „gut“ oder „schlecht“ beschreiben. Das zuletzt genannte Attribut ist bei „schlaffer“ oder „starrer“ Schrift anwendbar. Hierbei handelt es sich um schätzbare Eindruckcharaktere. Eine deskriptive Anamnese des Merkmals der „Strichspannung“ ist auch möglich durch Hilfsvorstellungen, die sich physikalischer Analogien bedienen. Rein statische physikalische Begriffe wie die der mechanischen Spannung oder der Elastizität eines Gebildes sind allein nicht tragfähig oder gar irreführend. Handschriften als zeitlich sequentiell erzeugte Schreibspuren lassen sich stückweise durch Schwingungen beschreiben. Je nach Verhältnis des Überlagerungsanteils zur Grundschwingung lassen sich dann die oben erwähnten Kategorien zuordnen. Weitere Attribute der „Strichspannung“ lassen sich z. B. durch die Analogie des Schriftzuges zu mechanischen Wellen in zweidimensionalen materiellen Gebilden finden. Eine „Strichspannung“ lässt sich sinnvollerweise nur hinreichend ausgedehnten Bewegungselementen in Handschriften zuordnen.

## Herkunft des Begriffs
Mutmaßlich ist der Begriff der „Strichspannung“ ursprünglich mit der Vorstellung einer gewissen Spannung und Elastizität/Plastizität des muskulären Apparates verknüpft. Dies geht auch aus der von Michel angeführten Analogie der Schreib- zur Gehbewegung hervor (s. Lit), die als ein Versuch angesehen werden kann, dynamische Elemente des Bewegungsapparates in die Betrachtung einzubeziehen. Obwohl diese historisch in der Graphologie verwurzelte Assoziation nicht wissenschaftlich fundiert begründet ist und die Terminologie auch vom physikalischen Standpunkt kaum zutreffend ist, hat sich der Begriff der Strich-„spannung“ eingebürgert und wird auch weiter Verwendung finden.

## Hilfsvorstellungen zur Ermittlung der Strichspannung
Die Qualität der Strichspannung wird dem Schriftsachverständigen erst durch viele vergleichende Beobachtungen in Handschriften erfahr- und beschreibbar. Es werden folgende Analogien vorgeschlagen:

### Mechanische Spannung, Seil
Michel verweist bei der Ermittlung von Eindruckscharakteren der Strichspannung auf Heiß, der als „nützliche Hilfsvorstellung“ die imaginierte Übertragung der (mechanischen) Spannung eines Seils auf das Schriftbild vorschlägt. Genau wie ein Seil könne ein Schriftzug „schlaff oder straff gespannt sein“.
Diese Hilfsvorstellung ist jedoch nur eingeschränkt passend, denn unter der mechanischen Spannung eines Seils ist die Kraft zu verstehen, die auf eine gedachte Schnittfläche durch das Seil wirkt. Auch wird hierdurch ein zu statisches Bild suggeriert, mit dessen Hilfe allein kaum Tremor, Ataxien oder sonstige Anomalien der Strichgestalt beschreibbar sind. Immerhin beschreibt ein Seil unter dem Einfluss der Schwerkraft ohne sonstige Kräfte – unabhängig von seiner Spannung – immer eine Parabelkurve. Allenfalls sind nur sehr kurze Schriftzüge innerhalb von Bewegungselementen näherungsweise parabelförmig gekrümmt, und gewöhnlich verliert eine Aussage zur Strichspannung in einer „atomistischen“ Betrachtungsweise ihren Gehalt. Vielmehr hat sich in Fachkreisen eingebürgert, den Begriff der Strichspannung auf ausgedehntere Bewegungselemente anzuwenden. 
In mikroskopischen Größenordnungen greift – in Abgrenzung zur „Strichspannung“ – eine weitere Strichqualität, nämlich die der Strichsicherheit. 

### Elastizität/Plastizität
Auch die Elastizität/Plastizität als physikalische Analogie kann nicht weiterhelfen, dient doch diese Eigenschaft eines dreidimensionalen, materiellen Objekts zur Beschreibung seiner Verformung unter dem Einfluss einer Kraft.

### Schwingungen
Handschriftliche Schreibspuren entstehen als sequenziell abgespulte Bewegungen eines Schreibgerätes, können mithin als Funktion der Zeit aufgefasst werden. Da alle physikalischen Schwingungen als mehr oder weniger komplexe Funktionen der Zeit beschreibbar sind, bietet es sich an, zumindest Ausschnitte von Schreibspuren in Anlehnung an Abbildungen von Schwingungen zu betrachten.
Je nach Art und Größe höherfrequenter Überlagerungen der Grundschwingung hat man eine: 

#### Optimale Strichspannung
- Überlagerungsanteile:
  - kaum vorhanden, reine Grundschwingung
- Annäherung des Schriftzuges durch:
  - näherungsweise sinus- oder parabelförmige Bogenzüge
- Qualität der „Strichspannung“:
  - gut, harmonisch, federnd, elastisch, geschmeidig, lebendig-beweglich

#### Suboptimal-schlaffere Strichspannung
- Überlagerungsanteile:
  - mittelstark ausgeprägte phasenstarre Oberwellen
- Annäherung des Schriftzuges durch:
  - abgeflachte, mäandrierende Kurven
- Qualität der „Strichspannung“:
  - schlaff, unstraff, zu wenig gespannt

#### Suboptimal-straffere Strichspannung
- Überlagerungsanteile:
  - starke phasenstarre Oberwellen
- Annäherung des Schriftzuges durch:
  - näherungsweise rechteckig dreieckig oder winklig verbundene Linienzüge
- Qualität der „Strichspannung“:
  - hoch, stark gespannt

#### Gestörte Strichspannung
- Überlagerungsanteile:
  - ausgeprägte höherfrequente, asynchrone Überlagerungsanteile
- Annäherung des Schriftzuges durch:
  - rauen, unregelmäßigen Kurvenverlauf
- Qualität der „Strichspannung“:
  - gestört

#### Undefinierte Strichspannung
- Überlagerungsanteile:
  - unstetig, lückenhaft
- Annäherung des Schriftzuges durch:
  - häufige Unterbrechungen, Ataxien, unerwartete Bewegungsumbrüche
- Qualität der „Strichspannung“:
  - nicht definiert

### Wellen
Erfahrungsgemäß lassen sich jedoch die wenigsten Bewegungselemente von Handschriften allein durch harmonische Schwingungsfunktionen, also beispielsweise Sinusfunktionen oder deren Näherungen, darstellen. Auch sind Rückwärtsbewegungen und Strichkreuzungen in Schriftzügen zu berücksichtigen, die nicht mehr durch Funktionen, sondern durch Relationen beschrieben werden müssten.
Eine diesbezüglich bessere Hilfsvorstellung erhält man, indem man die rein zeitlich beschreibbare Schwingung um räumliche Koordinaten ergänzt und so von einer Schwingung zu einer Welle übergeht. Hier allerdings darf dann wiederum sehr wohl ein im Wesentlichen zweidimensional ausgedehntes materielles Gebilde als Allegorie für einen Schriftzug stehen. Ohne Anspruch auf Vollständigkeit könnte man in diesem Fall beispielsweise fragen:
Bei welchem materiellen Gebilde ist am ehesten vorstellbar, dass eine Welle durch es hindurchläuft, die dem zu begutachtenden Schriftzug nahekommt? Kommt z. B. ein Gummizug oder ein Hanfseil oder eine Eisenkette in Frage? Die „Strichspannung“ wäre dementsprechend elastisch oder ebenmäßig glatt oder rau/eckig.
Welche Kräfte wirken auf dieses Gebilde? Hält das Gebilde den Kräften überhaupt stand oder erregen die Kräfte nur geringfügige Wellenbewegungen? Dementsprechend hat man einen leicht gewellten, expansiven oder einen überdehnten Strich.
Ist eine Dämpfung der Wellen in diesem Gebilde vorstellbar? Läuft eine einseitig eingespeiste Welle kleiner werdend aus oder bleibt sie vom Anfang bis zum Ende gleich groß? In der Handschrift entspricht dieser Fragestellung eine über die Länge der betrachteten Schriftpassage erschlaffende oder eine straff fortgeführte „Strichspannung“. 
Wie kommt die Welle in dem besagten Gebilde zum Stehen, wenn die Dämpfung darin besteht, dass es auf einer flachen Unterlage liegt? Wirkt es locker, zerbrochen, zersplittert? Die entsprechenden Attribute können auf die Strichqualität übertragen werden.

## Grenzen des Begriffs
Nur in seltenen Fällen dürfte es möglich sein, auch bei im Wesentlichen unverbunden geschriebenen Handschriften das Merkmal der „Strichspannung“ zu bestimmen. Es stellt sich die Frage, ob eine Definition der „Strichspannung“ nur in (intern verbundenen) Bewegungselementen von Kurrentschriften sinnvoll ist oder ob auch eine Druck- beziehungsweise Blockschrift oder unverbundene Kurrentschrift eine „Strichspannung“ aufweisen kann. Letzteres ist jedoch unsinnig, denn wie soll eine Welle durch eine Kette laufen, deren Glieder nicht miteinander verbunden sind. Zumindest versagt die gewählte Hilfsvorstellung in diesem Fall. Eine „Strichspannung“ ist in kurzen Bewegungselementen, wie sie überwiegend in unverbundenen Kurrentschriften oder Druck- beziehungsweise Blockbuchstabenschriften vorliegt, schwerlich so zu beschreiben, dass dieses Merkmal noch als schreiberspezifisch und nicht als zufällig entstanden anzusehen wäre.